# Sigefredo Pacheco
Sigefredo Pacheco est une municipalité brésilienne située dans l'État du Piauí.